# ایکر کامانیا
ایکر کامانیا (اسپانیایی: Iker Camaño‎؛ زادهٔ ۱۴ مارس ۱۹۷۹) دوچرخه‌سوار اهل اسپانیا است. وی در مسابقات تور دو فرانس و جیرو دیتالیا شرکت کرده است.